# نظام الإحداثيات الإهليلجية

نظام إحداثيات إهليلجي

في الهندسة الرياضية، نظام الإحداثيات الإهليلجية هو نظام إحداثيات متعامد ثنائي الأبعاد تكون فية خطوط الإحداثيات إهليلجية متّحدة البؤر ووقطوع زائدة .
بؤرتا القطع الناقص {\displaystyle F_{1}} و{\displaystyle F_{2}} إجْمالاً تستخرج لتكون ثابتة في {\displaystyle -a} و
{\displaystyle +a} على التوالي، على {\displaystyle x} محور نظام الإحداثيات الديكارتية.

## التعريف الأساسي
التعريف الأكثر شيوعًا للإحداثيات الإهليلجية {\displaystyle (\mu ,\nu )} هو
{\displaystyle x=a\ \cosh \mu \ \cos \nu }
{\displaystyle y=a\ \sinh \mu \ \sin \nu }
{\displaystyle \mu } هو رقم حقيقي غير سالب و {\displaystyle \nu \in [0,2\pi ]}. على المستوي المركب، والعلاقة المكافئة هي
{\displaystyle x+iy=a\ \cosh(\mu +i\nu )}
هذه التعاريف مع تتوافق القطع الناقص والقطع الزائد . التطابق المثلثي
{\displaystyle {\frac {x^{2}}{a^{2}\cosh ^{2}\mu }}+{\frac {y^{2}}{a^{2}\sinh ^{2}\mu }}=\cos ^{2}\nu +\sin ^{2}\nu =1}
يدل على منحنيات ثابتة {\displaystyle \mu } من القطوع الناقصة في حين أن المنحنى زائدي المقطع متطابق
{\displaystyle {\frac {x^{2}}{a^{2}\cos ^{2}\nu }}-{\frac {y^{2}}{a^{2}\sin ^{2}\nu }}=\cosh ^{2}\mu -\sinh ^{2}\mu =1}
يدل على منحنيات ثابتة {\displaystyle \nu } من القطوع الزائدة .

## عوامل القياس
في الإحداثيات المتعامدة تعرف أطوا متجهات القواعد بعوامل القياس. وعوامل قياس الإحداثيات الإهليلجية {\displaystyle (\mu ,\nu )} تساوي:
{\displaystyle h_{\mu }=h_{\nu }=a{\sqrt {\sinh ^{2}\mu +\sin ^{2}\nu }}=a{\sqrt {\cosh ^{2}\mu -\cos ^{2}\nu }}.}
استخدام متغير الدوال الزائدية والدوال المثلثية، يمكن التعبير عن عوامل القياس بالتساوي كالتالي
{\displaystyle h_{\mu }=h_{\nu }=a{\sqrt {{\frac {1}{2}}(\cosh 2\mu -\cos 2\nu )}}.}
وبالتالي، العنصر الا متناهي الصغر للمسساحة يساوي
{\displaystyle dA=h_{\mu }h_{\nu }d\mu d\nu =a^{2}\left(\sinh ^{2}\mu +\sin ^{2}\nu \right)d\mu d\nu =a^{2}\left(\cosh ^{2}\mu -\cos ^{2}\nu \right)d\mu d\nu ={\frac {a^{2}}{2}}\left(\cosh 2\mu -\cos 2\nu \right)d\mu d\nu }
ودالة لابلاس تفسر
{\displaystyle \nabla ^{2}\Phi ={\frac {1}{a^{2}\left(\sinh ^{2}\mu +\sin ^{2}\nu \right)}}\left({\frac {\partial ^{2}\Phi }{\partial \mu ^{2}}}+{\frac {\partial ^{2}\Phi }{\partial \nu ^{2}}}\right)={\frac {1}{a^{2}\left(\cosh ^{2}\mu -\cos ^{2}\nu \right)}}\left({\frac {\partial ^{2}\Phi }{\partial \mu ^{2}}}+{\frac {\partial ^{2}\Phi }{\partial \nu ^{2}}}\right)={\frac {2}{a^{2}\left(\cosh 2\mu -\cos 2\nu \right)}}\left({\frac {\partial ^{2}\Phi }{\partial \mu ^{2}}}+{\frac {\partial ^{2}\Phi }{\partial \nu ^{2}}}\right).}
العوامل التفاضلية الأخرى مثل {\displaystyle \nabla \cdot \mathbf {F} } و {\displaystyle \nabla \times \mathbf {F} } يمكن التعبير عنها في الإحداثيات
{\displaystyle (\mu ,\nu )} عن طريق الاستعاضة عنها بعوامل القياس في الصيغة العامة الموجودة في الإحداثيات المتعامدة.